# Transport à Lille

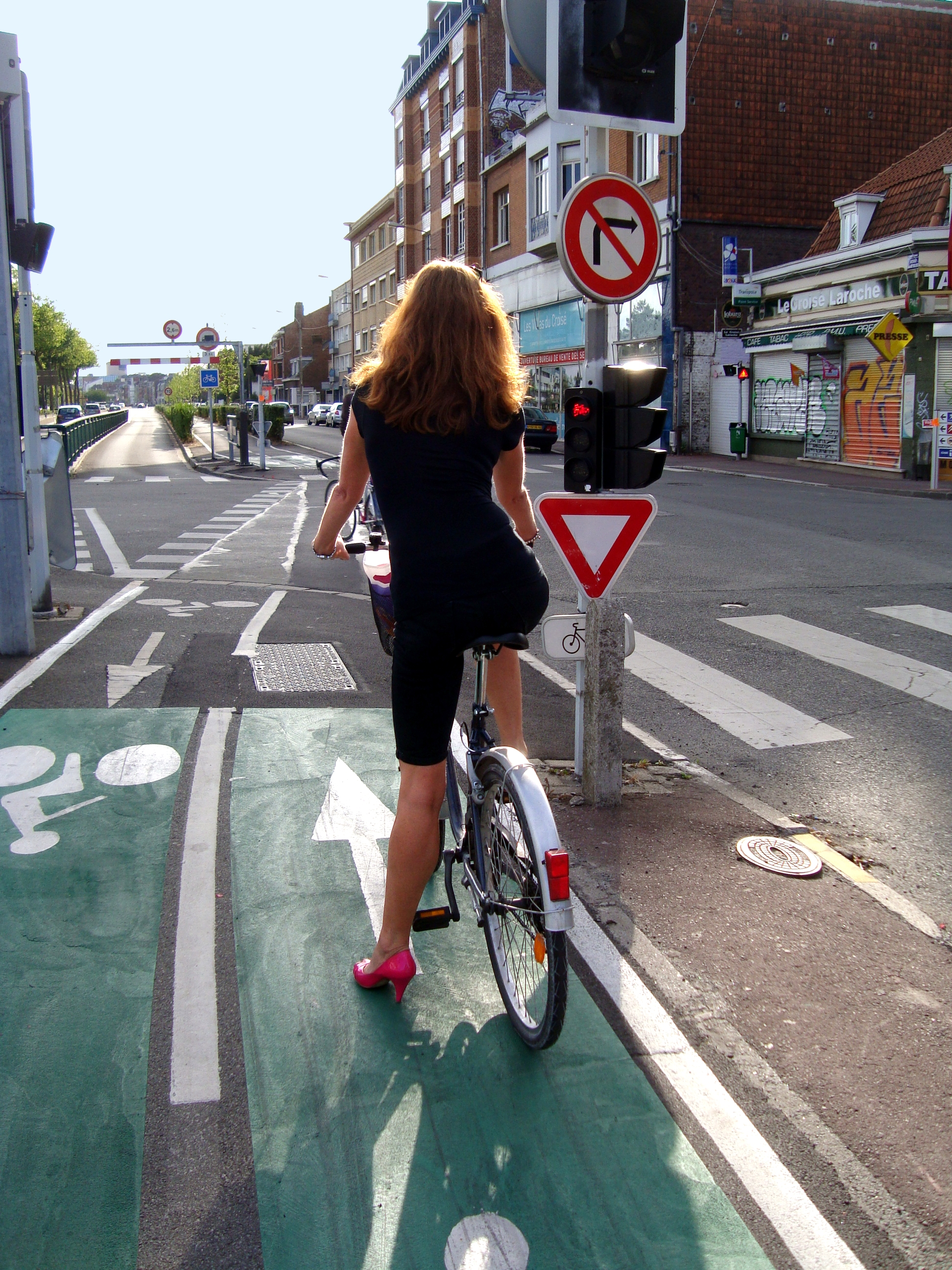
Piste cyclable avenue de la République qui relie Lille à Roubaix et Tourcoing.

Lille dispose d’une situation géographique privilégiée. Depuis une trentaine d'années, un important réseau de transports s’est développé qui en fait aujourd’hui un carrefour européen, particulièrement au niveau routier et ferroviaire et, dans une moindre mesure, portuaire et aéroportuaire.
Au niveau urbain, Lille dispose d’une ceinture périphérique et d’un réseau relativement dense de voies rapides reliant la majorité des communes de l’agglomération. Les transports en commun (métro, bus et tramway) sont bien développés mais, comme dans la plupart des métropoles, ont l’inconvénient d’être principalement en « étoile », polarisés autour de Lille.
Pour ce qui concerne la ville de Lille proprement dite (hors Hellemmes et Lomme), la dernière enquête de 2006 sur les déplacements fait apparaître une mobilité par habitant plutôt élevée (3,99) par rapport à la moyenne de la Métropole. Le premier mode de déplacement est la marche à pied qui représente 47 % des déplacements. Le second reste l'automobile avec 33 % des déplacements. Mais les Lillois se déplacent relativement moins en voiture et de moins en moins (-18 % de déplacements par personne en tant que conducteur entre 1998 et 2006). De fait, 41 % des Lillois appartiennent à un ménage qui ne possède pas de voiture. En revanche, ils se déplacent plus en transports collectifs urbains (17 % des déplacements) et à vélo (2 % des déplacements), ces deux modes de transport marquant par ailleurs une nette progression depuis la dernière enquête (+ 46 % pour les transports collectifs et + 39 % pour le vélo).
Depuis le début des années 2000, un effort relativement important de promotion des déplacements à vélo a été entrepris. Compte tenu d'un relief très peu accidenté, le vélo est en effet un mode de déplacement particulièrement adapté, tant pour les trajets courts que pour la promenade. Le réseau des pistes cyclables totalise ainsi un peu plus de 450 km à l'échelle de la métropole dans les années 2010 et un maillage complet est prévu à l'horizon 2012. 
Avec V'Lille, un service de vélos en libre service et en longue durée est mis en service le 16 septembre 2011. 1 100 vélos sur 110 stations en libre service et 3 000 vélos en location longue durée sont proposés au lancement.

## Réseau ferroviaire

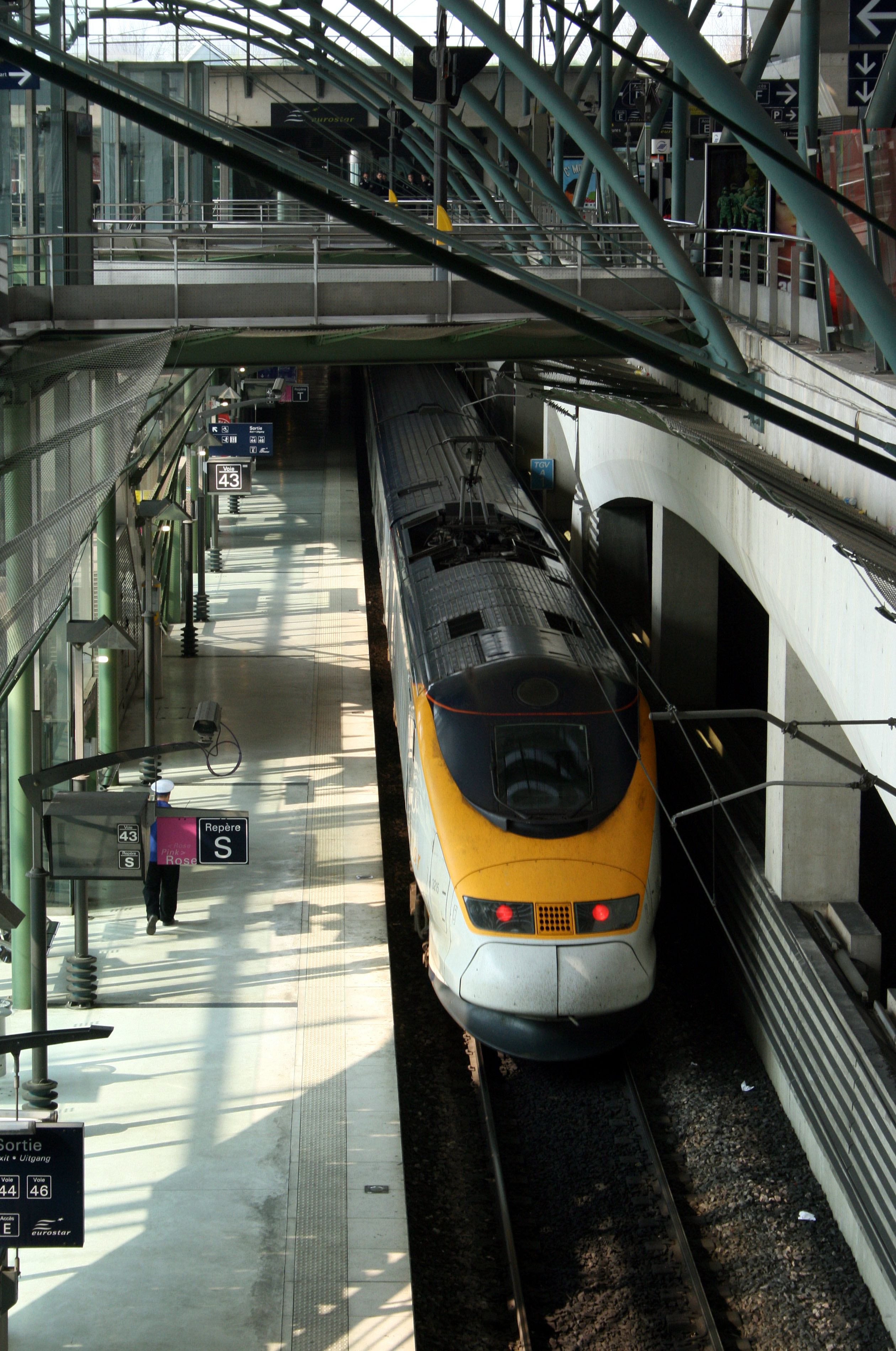
L'Eurostar en gare de Lille-Europe.

Lille dispose de quatre gares ferroviaires en activité : 
- la gare de Lille-Flandres, affectée au transport express régional, aux InterCity pour la Belgique (Courtrai, Ostende, Anvers, Tournai, Charleroi et Liège), et aux TGV vers Paris et quelques villes de province. La façade de la gare de Lille-Flandres est la façade de la première gare du Nord qui fut démontée et remontée à Lille ;
- la gare de Lille-Europe, affectée aux TGV, avec des liaisons nationales (Lille est connectée à environ 80 villes de France grâce aux TGV) et internationales vers la Belgique (Bruxelles) et vers l'Angleterre (Londres), et, depuis 2001, des TERGV à destination de la côte maritime régionale (Dunkerque, Calais, Boulogne-sur-Mer) et d'Arras ;
- les gares de Lille-CHR et de Lille-Porte-de-Douai, affectées au transport express régional des lignes Lille - Béthune et Lille - Lens.

L'ancienne gare de marchandises Saint-Sauveur, construite dans les années 1860, a cessé ses activités en 2001 au profit de la plate-forme multimodale Delta 3 de Dourges. Partiellement reconvertie, elle accueille depuis 2009 des halles d'exposition, un bar, un cinéma et des espaces de détente.
L'immense gare de triage de Lomme-Délivrance, construite après la Première Guerre mondiale, a été fermée en 2004.
L'arrivée du TGV a considérablement accru les flux de voyageurs, en particulier entre Lille et Paris : en 2006, le trafic TGV a représenté plus de 6,6 millions de passagers, dont 4,7 millions sur la ligne Lille - Paris Nord. Actuellement, un réseau dense de lignes rapides place en effet Lille à :
- 35 minutes de Bruxelles par TGV/Eurostar ;
- 1 heure de Paris (ou 50 minutes de l'Aéroport Charles-de-Gaulle) via le TGV Nord ;
- 1 heure 20 de Londres par Eurostar depuis le 14 novembre 2007 ;
- 1 heure 45 d'Anvers en InterCity via la dorsale flamande dont Lille est un des terminus ;
- 2 heures 30 de Liège en InterCity via la dorsale wallonne dont Lille est un des terminus.

Une troisième gare TGV est depuis peu à l'étude, et serait située en dehors du territoire de la commune. Elle pourrait être implantée au sud de la métropole, au niveau de Seclin, sur la ligne à grande vitesse, avant la bifurcation vers Bruxelles, afin de capter le flux de voyageurs circulant entre Paris et le Benelux. Intégrée aux futurs réseaux de TER et de tram-train, elle pourrait également jouer un rôle dans la desserte de l'aéroport de Lille - Lesquin.

## Réseau autoroutier

Infrastructures autoroutières.

Lille est située au croisement de cinq axes autoroutiers qui forment un boulevard périphérique :
- A1 : Lille - Arras - Paris / Reims - Lyon ;
- A22 : Lille - Anvers - Pays-Bas ;
- A23 : Lille - Valenciennes ;
- A25 : Lille - Dunkerque - Calais - Royaume-Uni ;
- A27 : Lille - Tournai - Bruxelles / Liège - Allemagne.

Les autoroutes autour de Lille sont gratuites. Plus précisément, l'A25, l'A22, l'A23 et l'A27 sont entièrement gratuites. L'A1 est gratuite jusqu'à Arras. Cependant, l'idée de mettre des péages autour de la ville a déjà été évoquée.
Le projet d'autoroute A24, devant relier Lille à Amiens, a longtemps fait l'objet de controverses. Il a été définitivement abandonné en août 2010 à la suite du Grenelle de l'environnement.

## Réseau aérien
L’aéroport de Lille - Lesquin est accessible depuis le centre ville en un quart d’heure en taxi. Une navette par car relie le centre commercial Euralille (situé entre les deux gares Lille-Flandres et Lille-Europe) à l'aéroport en une vingtaine de minutes toutes les heures. 
Il s'agit du 12e aéroport français en nombre de passagers :
- environ 970 000 passagers en 2001 ;
- près de 873 000 passagers en 2003 ;
- près de 843 000 passagers en 2005 ;
- plus de 1 051 000 passagers en 2007 ;
- plus de 1 147 000 passagers en 2009.
- près de 1 800 000 passagers en 2016[10]

C'est aussi le troisième aéroport français de fret camionné (transport de fret aérien par un véhicule routier) avec plus de 68 000 tonnes en 2007. Depuis Lille, les réseaux ferroviaire et autoroutier permettent en effet de rejoindre les grands aéroports internationaux situés dans les capitales voisines Londres, Bruxelles, Paris et Amsterdam.

## Réseau fluvial

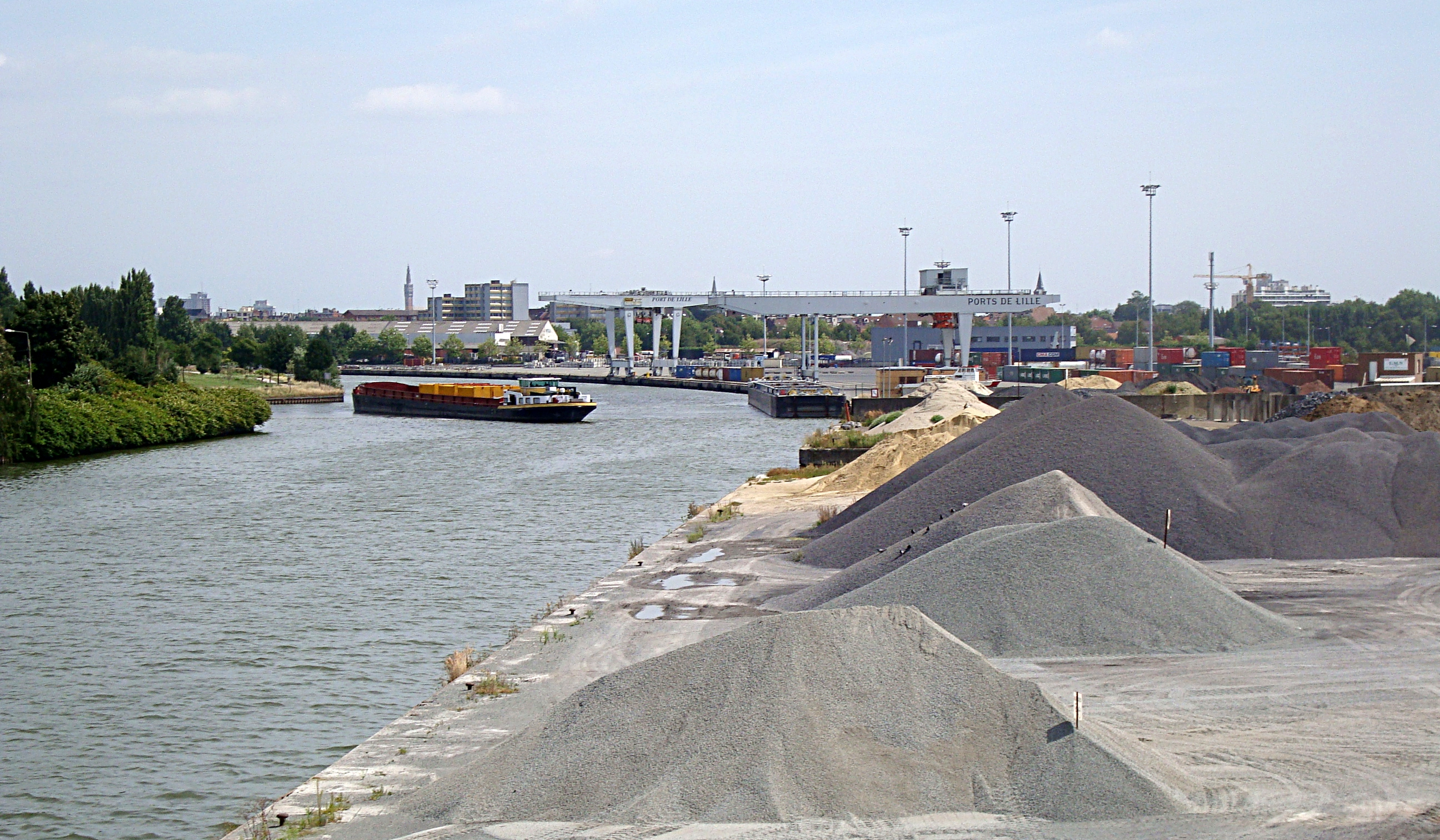
Le port de Lille

Lille est le troisième port fluvial français après ceux de Paris et Strasbourg. Le réseau de la Deûle est connecté à un réseau fluvial régional de plus de 680 km de voies navigables dont 241 km à grand gabarit (par exemple l'axe fluvial Dunkerque - Lille - Valenciennes). La Deûle est ouverte sur l’Europe du nord via la Scarpe et l’Escaut (vers la Belgique et les Pays-Bas), et ouverte sur l’international, via la Lys (vers Dunkerque et Calais).
Le port de Lille est une plate-forme multimodale, fluviale, ferroviaire et routière, qui enregistre un trafic de 7 à 8 millions de tonnes par an depuis le début des années 2000. Il dispose d’un terminal de conteneurs qui assure un trafic de plus de 70 000 EVP par an.